# Kwaku Ampratwum-Sarpong
 (juin 2023).
Kwaku Ampratwum-Sarpong, membre du Nouveau parti patriotique, est un homme politique ghanéen qui a été élu pour représenter la circonscription de Mampong dans la région d'Ashanti au septième et huitième parlement de la quatrième république du Ghana. Il est actuellement vice-ministre des Affaires étrangères et de l'Intégration régionale,,,.

## Première vie et éducation
Kwaku Ampratwum-Sarpong est né le 8 janvier 1958 à Mampong dans la région d'Ashanti au Ghana. Il détient un diplôme d'études supérieures en gestion du logement  de l'Université de Westminster, à Londres. Kwaku Ampratwum-Sarpong a poursuivi ses études de premier cycle à l'Université du Ghana, où il a obtenu un diplôme de licence avec mention (BA Hons). Il possède également un certificat exécutif avancé de la Graduate School of Governance and Leadership d'Accra, au Ghana. De plus, Ampratwum-Sarpong est membre associé du Chartered Institute of Housing et de l'Institute of Directors au Royaume-Uni,.

## Carrière
Kwaku Ampratwum-Sarpong a été haut-commissaire adjoint au ministère des Affaires étrangères du Ghana de 2006 à 2009 et également directeur exécutif du Ghana-India Business Network, Accra. Il est vice-président de la commission des affaires étrangères du Parlement,. Avant de se lancer en politique, Ampratwum-Sarpong a occupé le poste de directeur des services divisionnaires chez Hanovre à Hackney Ltd, au Royaume-Uni, de 2002 à 2005. De 1991 à 2002, il a également été directeur des services de la division au London Brough of Hackney, au Royaume-Uni. Avant cela, de 1990 à 1991, il a occupé le poste d'officier supérieur de l'administration au London Brough of Lambeth, toujours au Royaume-Uni.

## Politique
Il est membre du Nouveau parti patriotique et député de la circonscription de Mampong. Lors des élections de 2016, il a remporté le siège parlementaire de la circonscription de Mampong avec un total de 36 532 voix, sur les 48 085 suffrages valides exprimés. Il a surpassé les autres candidats tels que Mohammed Kojo Aboasu du Congrès national démocratique, Rebecca Otum du Parti patriotique du peuple, Osei Kofi Edward Adepa du Parti du Front uni, Ahmed Ibraham Saleh de la Convention nationale du peuple, Christopher Adansi Bona du Parti du peuple de la Convention et Richmond Akuoko du Parti populaire du Grand Consolidé,. Il a de nouveau remporté le siège parlementaire de la circonscription de Mampong lors des élections de 2020 avec 36159 voix, soit 69,8% des suffrages valides exprimés. Frank Amoakohene du Congrès national démocrate a obtenu 14 070 voix, soit 27,2% du total des suffrages exprimés, tandis que Bright Adomako, un candidat indépendant, a obtenu 1 576 voix, soit 3% du total des suffrages exprimés.

### Comités
Il est membre de la commission du commerce, de l'industrie et du tourisme et également membre de la commission spéciale du budget.

## Vie privée
Il est marié et père de trois enfants. Kwaku Ampratwum-Sarpong s'identifie comme chrétien. Il aime pêcher, regarder le football, lire et écouter de la musique classique.